# 라다크우는토끼
라다크우는토끼 또는 라다크피카(Ochotona ladacensis)는 우는토끼과에 속하는 포유류의 일종이다. 중국과 인도 그리고 파키스탄에서 발견된다. 별도의 종으로 인정되기 이전에는 고원우는토끼로 간주되었다.